# Luzonfruktduva
Luzonfruktduva (Ramphiculus marchei) är en fågel i familjen duvor inom ordningen duvfåglar.

## Utseende och läte
Luzonfruktduvan är en stor (40 cm) och färgglad fruktduva. Huvudet är roströd med en stor svart fläck på örontäckarna. På halssidorna och det mesta av undersidan är den ljusgrå, men från strupen sträcker sig en orangefärgad fläck, bredare och mer eldröd ner mot nedre delen av bröstet och kantad nertill av ett gräddvitt band. Ovansidan är bronsglänsande svartaktig med en karminröd fläck på inre handpennorna. Övergumpen och stjärten är mörkgrön, den senare med ett ljust ändband. Näbben är röd med gul spets och benen är också röda. Lätet består av djupa, dånande "woo-oo".

## Utbredning och status
Fågeln förekommer i bergsskogar på Luzon i norra Filippinerna. Den behandlas som monotypisk, det vill säga att den inte delas in i några underarter.

### Släktestillhörighet
Arten placerades tidigare i släktet Ptilinopus. Genetiska studier visar dock att detta släkte är parafyletiskt i förhållande till Alectroenas.

## Status och hot
Luzonfruktduvan har en liten världspopulation bestående av uppskattningsvis endast 2 500–10 000 vuxna individer. Den tros också minska i antal till följd av habitatförlust. Den är därför upptagen på internationella naturvårdsunionen IUCN:s röda lista över hotade arter, kategoriserad som sårbar (VU).

## Namn
Fågelns vetenskapliga artnamn hedrar Alfred A. Marche (1844–1898), en fransk upptäcktsresande.